# (2100) Ra-Shalom
(2100) Ra-Shalom est un astéroïde Aton.

## Origine du nom
Il est nommé par la juxtaposition du dieu égyptien Rê et du salut hébreu Shalom. Il évoque ainsi les accords de Camp David de 1978, grâce auxquels fut signé le traité de paix israélo-égyptien en 1979.